# Hystrichopsylla schefferi
Hystrichopsylla schefferi är en loppart som beskrevs av Chapin 1919. Hystrichopsylla schefferi ingår i släktet Hystrichopsylla och familjen mullvadsloppor. Inga underarter finns listade i Catalogue of Life.